# Howard S. Becker
Howard Saul Becker, född 18 april 1928 i Chicago, Illinois, död 16 augusti 2023 i San Francisco, Kalifornien, var en amerikansk sociolog som undervisade vid Northwestern University. Becker har gjort stora bidrag till konstsociologi, sociologi gällande avvikande beteende och sociomusikologi. Becker skrev också mycket om sociologiska författarstilar och metodologi.

## Verk
Beckers bok Outsiders från 1963 utgjorde grunden för stämplingsteorin. Becker kallas ofta en symbolisk interaktionist eller socialkonstruktivist, även om han inte allierar sig explicit med någon av metoderna. Becker avlade examen vid University of Chicago och anses tillhöra den andra generationen av Chicagoskolan, som också inkluderar Goffman och Strauss.